# Centre Vidéotron
Das Centre Vidéotron ist eine Multifunktionshalle in der kanadischen Stadt Québec der gleichnamigen Provinz. Es wird vor allem für Eishockeyspiele, aber auch für andere Hallensportarten und Konzerte, genutzt. Das Centre Vidéotron wurde am 15. September 2015 eröffnet und weist für Eishockeyspiele eine Kapazität von 18.259 Zuschauern auf. Die Baukosten betrugen 370 Millionen kanadische Dollar (rund 255 Millionen Euro). Die Spielstätte des Eishockeyteams der Remparts de Québec befindet sich auf dem Messegelände ExpoCité nördlich der Innenstadt, unmittelbar neben dem Colisée Pepsi.

## Geschichte

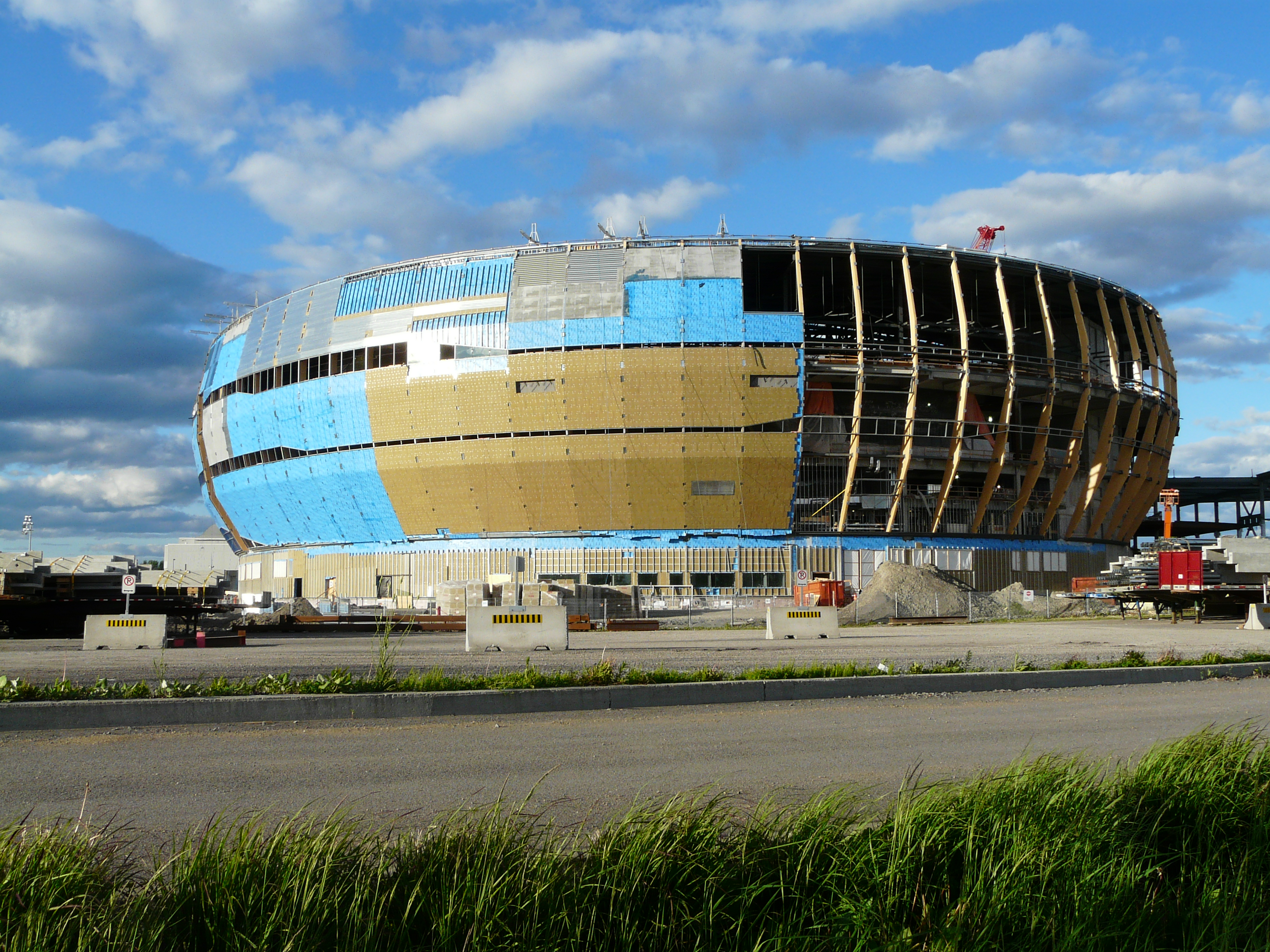
Bauarbeiten im Juni 2014

Der Bau des Centre Vidéotron geht auf den weit verbreiteten Wunsch zurück, wieder ein Team der National Hockey League (NHL) nach Québec zu holen (1995 waren die Nordiques de Québec nach Denver umgezogen und in Colorado Avalanche umbenannt worden). Es bestand weitgehend Einigkeit darüber, dass ein solches Vorhaben nur mit einer neuen Arena erfolgreich sein würde, da das seit 1949 bestehende Colisée Pepsi den gestiegenen Ansprüchen nicht mehr genügte. Bürgermeister Régis Labeaume stellte das Projekt am 16. Oktober 2009 offiziell vor. Labeaume und Jean Charest, der Premierminister der Provinz Québec, kündigten am 11. Februar 2011 an, dass Stadt und Provinz je eine Hälfte der Kosten übernehmen, die auf rund 400 Millionen kanadische Dollar geschätzt wurden.
Pierre Karl Péladeau präsentierte am 1. März 2011 den von ihm geführten Konzern Quebecor als zukünftigen Betreiber der Arena und voraussichtlichen Besitzer eines neu zu bildenden NHL-Franchise in Québec. Die konkreten Planungen begannen im Herbst 2011. Als Standort der Arena bestimmte man die auf dem Messegelände ExpoCité gelegene Pferderennbahn Hippodrome de Québec, die im selben Jahr geschlossen worden war und 2012 abgerissen wurde. Somit steht das Centre Vidéotron in unmittelbarer Nachbarschaft des Colisée Pepsi.
Der erste Spatenstich erfolgte am 3. September 2012. Anwesend waren neben Labeaume und Peladeau auch Premierministerin Pauline Marois und fünf ehemalige Spieler der Nordiques, darunter Peter Šťastný. Während der Planungs- und Bauzeit trug die Arena die provisorische Bezeichnung Amphithéatre de Québec, den Namen Centre Vidéotron (abgeleitet von dem zum Quebecor-Konzern gehörenden Mobilfunkanbieter Vidéotron) erhielt sie am 7. April 2015. Die gegenwärtige Hauptnutzer sind die Remparts de Québec, ein Team in der Juniorenliga LHJMQ. Die offizielle Eröffnung war am 8. September 2015, die erste Großveranstaltung war ein Konzert von Metallica am darauf folgenden Tag.
Die Hoffnung auf einen Franchisevertrag mit der National Hockey League über ein neues Team in Quebec erfüllte sich vorerst nicht. Die NHL vergab im Juni 2016 das Franchise nach Las Vegas (Vegas Golden Knights). Die Bewerbung von Quebec wurde ausgesetzt.
Vom 10. bis 21. Februar 2016 fand das 57. Quebec International Pee-Wee Hockey Tournament, ein jährlich im Februar ausgetragenes Junioren-Eishockeyturnier, erstmals im Centre Vidéotron statt. Im August 2020 wurde es, aufgrund der COVID-19-Pandemie, für 2021 abgesagt. Zuvor war das 1960 erstmals veranstaltete Turnier über die Jahre im Colisée Pepsi ansässig.

## Galerie

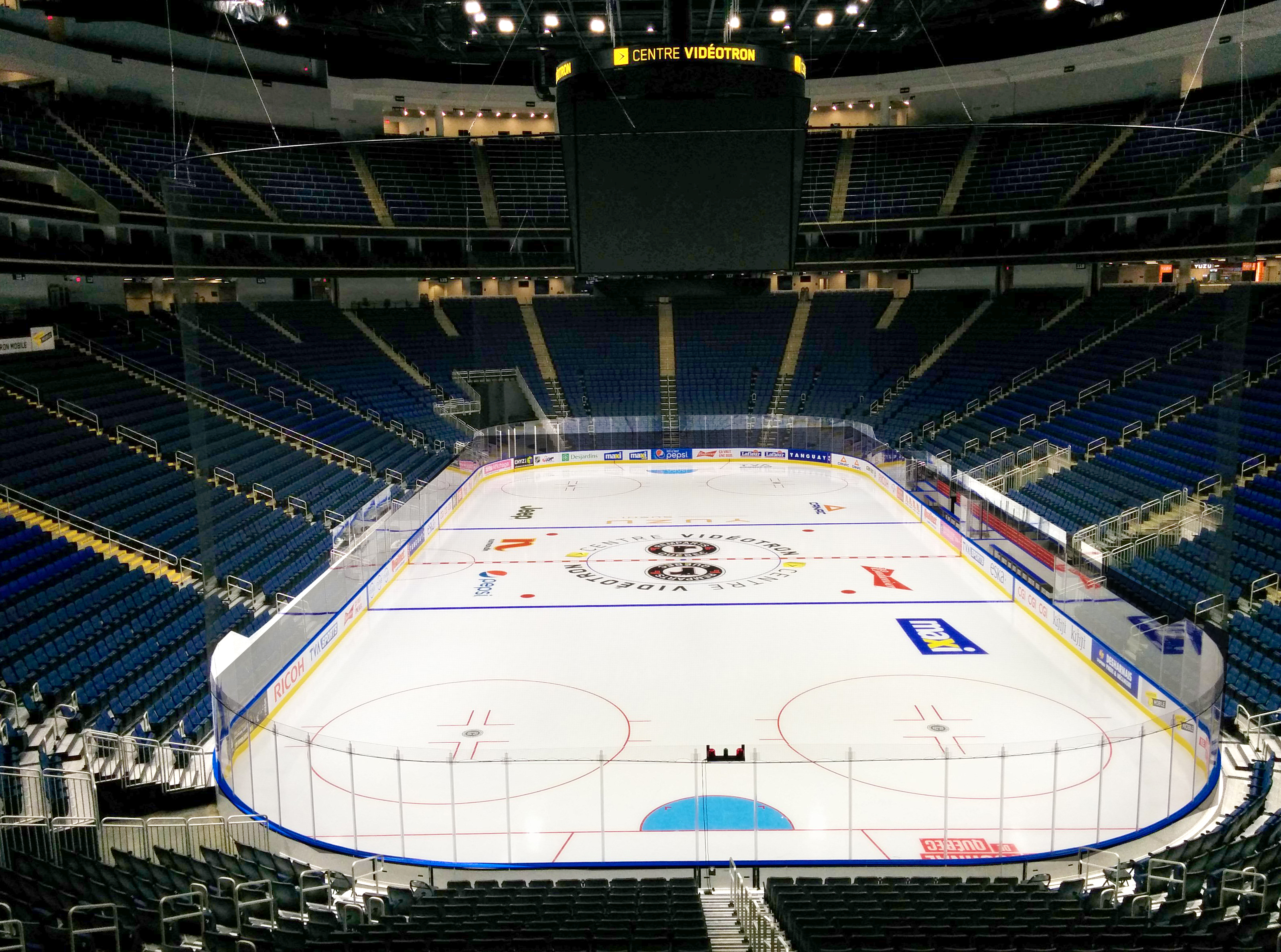
Der Innenraum mit Eisfläche
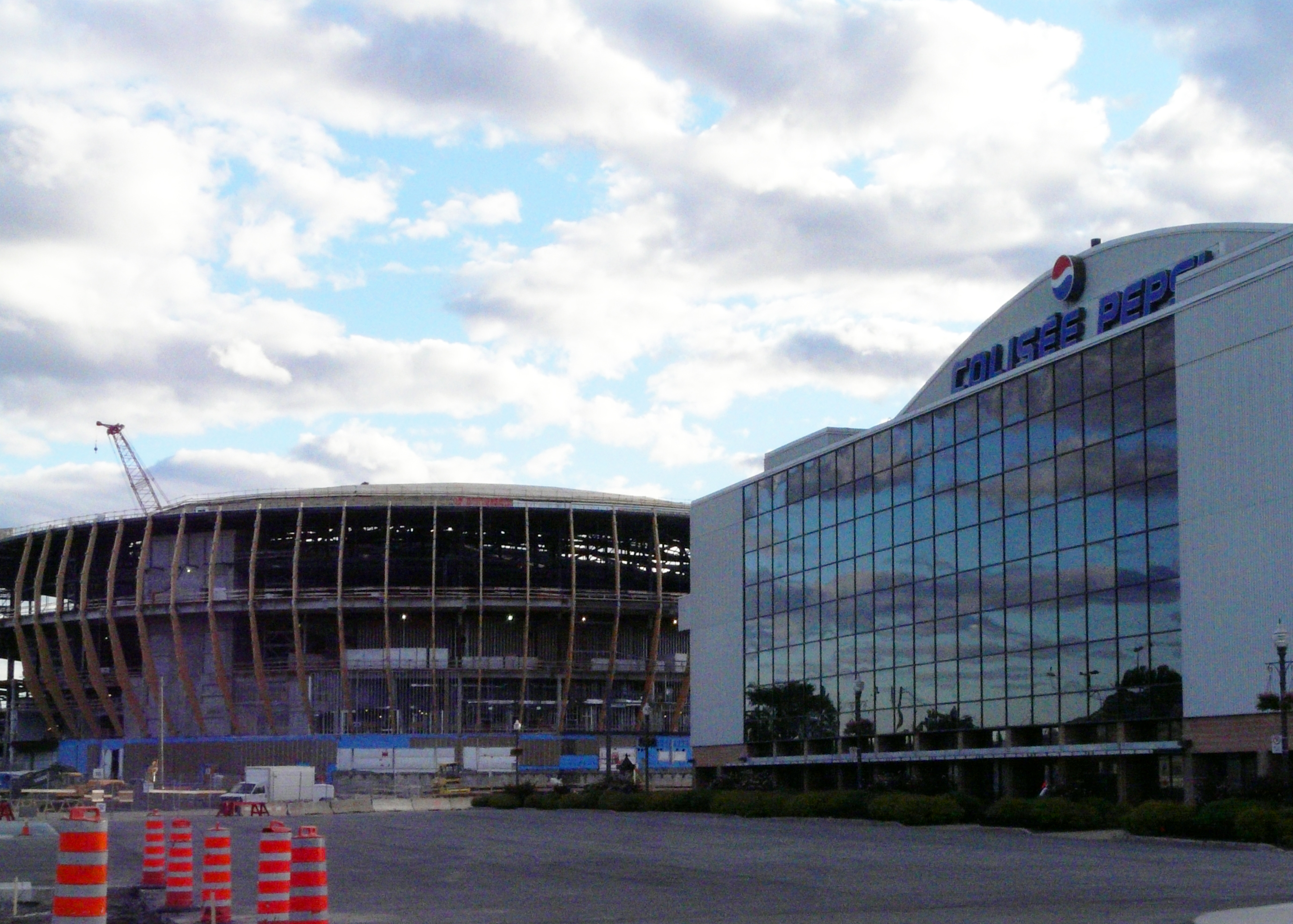
Das Centre Vidéotron direkt neben dem 1949 errichteten Colisée Pepsi.
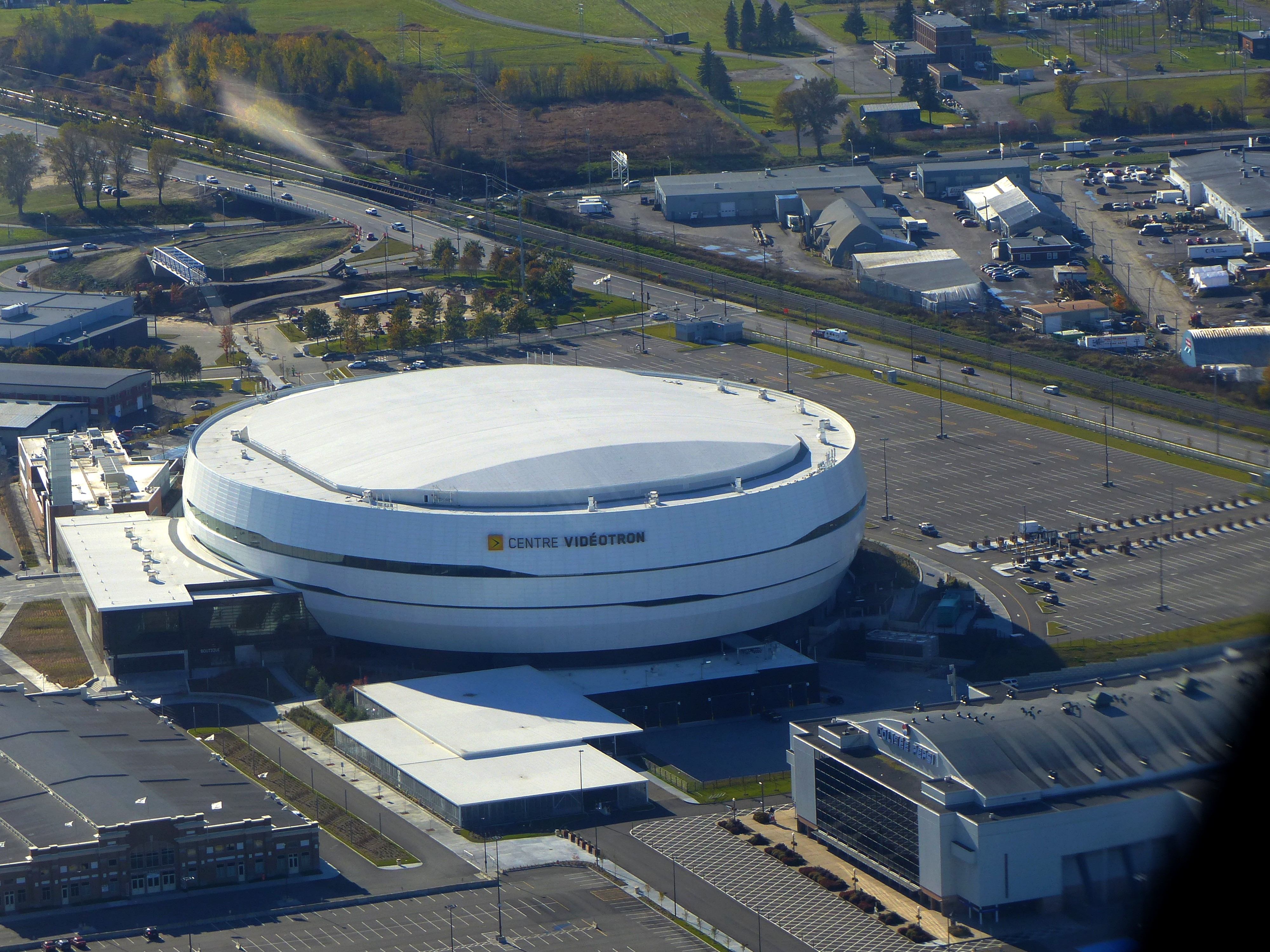
Das Centre Vidéotron im Oktober 2015
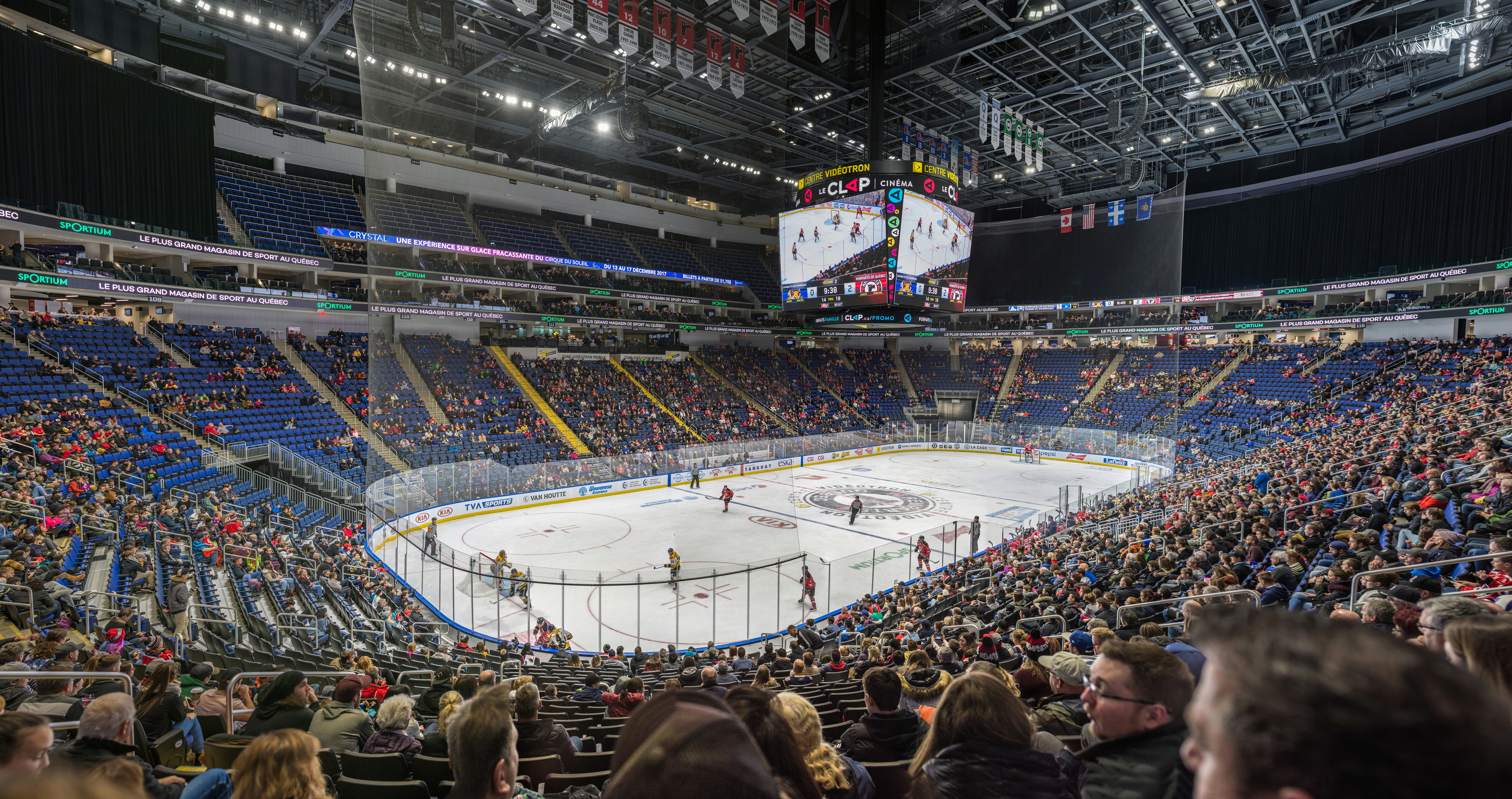
Innenansicht im November 2017